# ويليام سبادي
ويليام سبادي (بالإنجليزية: William Spady) هو رئيس مؤسسة قادة التغيير (ChangeLeaders). إن ويليام سبادي عالم اجتماع ويصف نفسه بأنه مؤسس التعليم القائم على النتائج (OBE). ويشار للتعليم القائم على النتائج بأكثر من 20 اسمًا مختلفًا من بينها إعادة هيكلة التعليم النظامي، والتعليم القائم على الأداء وإصلاح التعليم اعتمادًا على المعايير والتعلم بالأداء المتميز، وإدارة الجودة الشاملة والتعليم التحويلي والتعليم القائم على الكفاءة.
لا زالت أبحاث ويليام سبادي محل دراسة كبيرة في دول مثل أستراليا التي لا زالت تطبق التعليم القائم على النتائج. غير أن تلك الأسماء قد تغيرت تغيرًا كبيرًا في الولايات المتحدة نتيجة الاستجابة السلبية القوية تجاه تلك البرامج عندما بدأ تنفيذها على طلاب وأولياء أمور في الواقع. فتشير جميع تلك الأسماء إلى فلسفة وخطة متشابهة تعمل على تنفيذ تغيير جذري و«منهجي» داخل المدارس. ولقد قام الكثيرون بالبحث عن آلاف المقالات عبر شبكة الإنترنت التي تشير إلى سبادي، ويظهر الكثير منها الآثار المفيدة لنظرياته على الأطفال في أرض الواقع.

## وصلات خارجية
- WILLIAM SPADY: A PARADIGM PIONEER. Associate Professor Roy Killen Faculty of Education and Arts, University of Newcastle, Australia. A supportive review and background of Spady and Transformational Outcome Based Education.